# Distretto di Morges
Il distretto di Morges è un distretto del Canton Vaud, in Svizzera. Confina con i distretti di Rolle a ovest, di Aubonne a nord-ovest, di Cossonay a nord, di Losanna a est e con la Francia (dipartimento dell'Alta Savoia nel Rodano-Alpi) a sud. Il capoluogo è Morges. Comprende una parte del lago di Ginevra.

## Comuni
Amministrativamente è diviso in 56 comuni:
| Stemma              | Nome                |
| ------------------- | ------------------- |
| Aclens              | Aclens              |
| Allaman             | Allaman             |
| Aubonne             | Aubonne             |
| Ballens             | Ballens             |
| Berolle             | Berolle             |
| Bière               | Bière               |
| Bougy-Villars       | Bougy-Villars       |
| Bremblens           | Bremblens           |
| Buchillon           | Buchillon           |
| Chavannes-le-Veyron | Chavannes-le-Veyron |
| Chevilly            | Chevilly            |
| Chigny              | Chigny              |
| Clarmont            | Clarmont            |
| Cossonay            | Cossonay            |
| Cuarnens            | Cuarnens            |
| Denens              | Denens              |
| Denges              | Denges              |
| Dizy                | Dizy                |
| Echandens           | Echandens           |
| Echichens           | Echichens           |
| Eclépens            | Eclépens            |
| Etoy                | Etoy                |
| Féchy               | Féchy               |
| Ferreyres           | Ferreyres           |
| Gimel               | Gimel               |
| Gollion             | Gollion             |
| Grancy              | Grancy              |
| Hautemorges         | Hautemorges         |
| La Chaux            | La Chaux            |
| La Sarraz           | La Sarraz           |
| Lavigny             | Lavigny             |
| L'Isle              | L'Isle              |
| Lonay               | Lonay               |
| Lully               | Lully               |
| Lussy-sur-Morges    | Lussy-sur-Morges    |
| Mauraz              | Mauraz              |
| Moiry               | Moiry               |
| Mollens             | Mollens             |
| Mont-la-Ville       | Mont-la-Ville       |
| Montricher          | Montricher          |
| Morges              | Morges              |
| Orny                | Orny                |
| Pompaples           | Pompaples           |
| Préverenges         | Préverenges         |
| Romanel-sur-Morges  | Romanel-sur-Morges  |
| Saint-Livres        | Saint-Livres        |
| Saint-Oyens         | Saint-Oyens         |
| Saint-Prex          | Saint-Prex          |
| Saubraz             | Saubraz             |
| Senarclens          | Senarclens          |
| Tolochenaz          | Tolochenaz          |
| Vaux-sur-Morges     | Vaux-sur-Morges     |
| Villars-sous-Yens   | Villars-sous-Yens   |
| Vufflens-le-Château | Vufflens-le-Château |
| Vullierens          | Vullierens          |
| Yens                | Yens                |
|                     | Totale (56)         |

## Divisioni
- 1818: La Sarraz → Ferreyres, La Sarraz
- 1819: Bussy-Chardonney → Bussy-sur-Morges, Chardonney-sur-Morges

## Fusioni
- 1961: Bussy-sur-Morges, Chardonney-sur-Morges → Bussy-Chardonney
- 2011: Aubonne, Pizy → Aubonne
- 2021: Aubonne, Montherod → Aubonne
- 2021: Apples, Bussy-Chardonney, Cottens, Pampigny, Reverolle, Sévery → Hautemorges